# اتحاد قبرص لكرة القدم
تأسس الاتحاد القبرصي لكرة القدم في عام 1934م وانضم إلى الاتحاد الدولي لكرة القدم في 1948م وانضم إلى الاتحاد الأوروبي لكرة القدم في 1962م.